# Piniella (Allande)
Piniella (en eonaviego, Pinieḷḷa) es una casería perteneciente a la parroquia de Villavaser, en el concejo de Allande, comarca del Narcea, Principado de Asturias, España.